# Maytown (Alabama)
Maytown is een plaats (town) in de Amerikaanse staat Alabama, en valt bestuurlijk gezien onder Jefferson County.

## Demografie
Bij de volkstelling in 2000 werd het aantal inwoners vastgesteld op 435.
In 2006 is het aantal inwoners door het United States Census Bureau geschat op eveneens 435.

## Geografie
Volgens het United States Census Bureau beslaat de plaats een oppervlakte van
7,1 km², geheel bestaande uit land.

## Plaatsen in de nabije omgeving
De onderstaande figuur toont de plaatsen in een straal van 8 km rond Maytown.